# Harwich Force

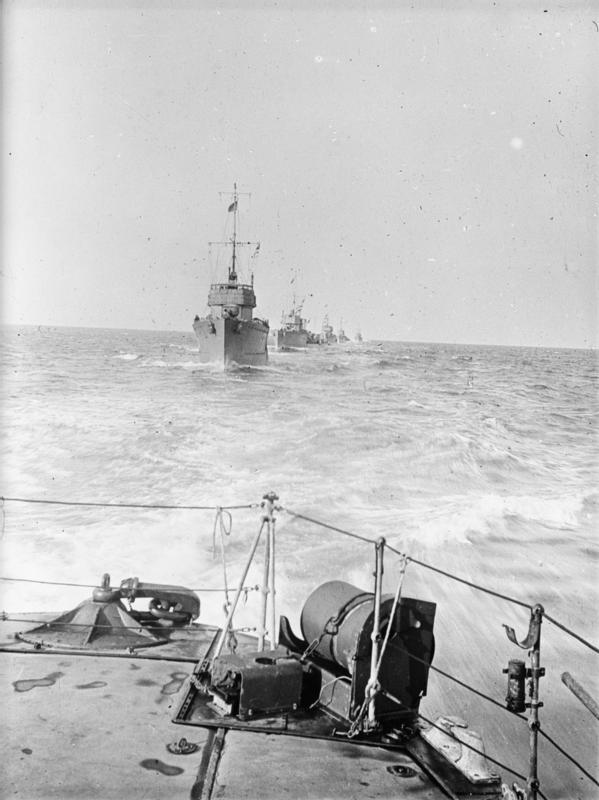
Zerstörer der Harwich Force auf See

Die Harwich Force war ein maritimer Verband der Royal Navy im Ersten Weltkrieg. Bestehend aus leichten Einheiten und stationiert in Harwich, Essex, war es ihre Aufgabe, die Ostküste Großbritanniens bis zur Straße von Dover gegen deutsche Flottenangriffe abzuschirmen und allgemein deutsche Flottenbewegungen in der Nordsee zu stören. Sie arbeitete sowohl mit der Dover Patrol als auch mit der Grand Fleet zusammen. Die Harwich Force spielte eine wichtige Rolle im Seekrieg in der Nordsee.

## Vorgeschichte

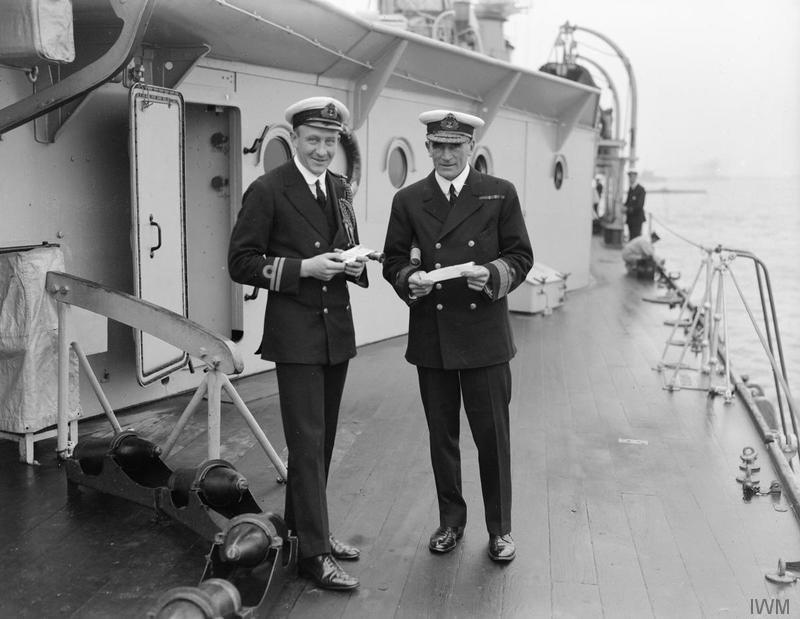
Reginald Tyrwhitt an Bord des Leichten Kreuzers Centaur, nach 1916

1912 war die britische Home Fleet in mehrere nummerierte Flotten reorganisiert worden. Davon war die First Fleet in Friedenszeiten die aktive Heimatflotte und umfasste mehrere Geschwader verschiedener Typen von Kriegsschiffen vom Dreadnought bis zum Zerstörer, darunter vier Zerstörerflottillen. Ein Kommando namens Destroyer Flotillas of First Fleet wurde geschaffen, dessen Oberbefehl im Dezember 1913 Commodore Reginald Tyrwhitt erhielt.
Am 28. Juli 1914, während der letzten Phase der Julikrise, wurde die britische Flotte auf ihre Kriegsbasen befohlen. Am 1. August ordnete die Regierung die Mobilmachung der Flotte an und garantierte am folgenden Tag den Schutz der französischen Küste in der Nordsee und im Ärmelkanal. In der Nacht vom 4. zum 5. August wurde der Krieg gegen Deutschland erklärt. Die in Harwich liegende 3rd Destroyer Flotilla (3. Zerstörerflottille), ausgerüstet mit 15 Zerstörern der neuen Laforey-Klasse und geführt von dem Aufklärungskreuzer HMS Amphion, bildete dabei den Ursprung der Harwich Force. Sie wurde bald von der 1st Destroyer Flotilla sowie einer U-Boot-Flottille unter Roger Keyes unterstützt.

## Zusammensetzung und Aufgaben
Zur Harwich Force gehörten üblicherweise zwischen 30 und 40 Zerstörer, zusätzlich zwischen vier und acht Leichte Kreuzer und mehrere Flottillenführer sowie zeitweise mehrere Flugzeugmutterschiffe, die in mehrere Flottillen organisiert waren. Des Weiteren waren in Harwich die Harwich Submarine Flotilla und die Harwich Auxiliary Patrol and Mine-Sweeping Force stationiert.
1916, zur Zeit der Skagerrakschlacht, bestand die Harwich Force aus:
- 5th Light Cruiser Squadron mit fünf Leichten Kreuzern und einem Flugzeugmutterschiff
- 9th Destroyer Flotilla mit einem Leichten Kreuzer, einem Flottillenführer und 17 Zerstörern der L-Klasse
- 10th Destroyer Flotilla mit einem Leichten Kreuzer, einem Flottillenführer und 15 Zerstörern der M-Klasse sowie drei der Talisman-Klasse

Im Juli 1917, nach Einführung des Geleitsystems, aus:
- 5th Light Cruiser Squadron
- 10th Destroyer Flotilla bestehend aus 24 Zerstörern sowie weiteren vier von der Grand Fleet detachierten Flottillenführern

Die Routineaufgaben dieser Kräfte waren Eskortierung eigener Minenleger, Bekämpfung feindlicher Minenleger, Eskortierung von Flugzeugmutterschiffen bei Angriffsoperationen sowie Patrouillen und Geleitschutz für Handelsschiffe.

## Größere Operationen
Am 5. August 1914 wurden durch die Zerstörer HMS Lance und HMS Landrail die ersten Schüsse des Krieges auf britischer Seite abgefeuert. Das deutsche Minenschiff Königin Luise hatte vor der Themsemündung Minen ausgelegt und wurde von vier Zerstörern und dem Flottillenführer Amphion der 3rd DF gestellt und versenkt. Auf dem Rückmarsch von der Deutschen Bucht ging die Amphion am Morgen des 6. August verloren, nachdem sie auf eine von der Königin Luise zuvor ausgelegte Mine gelaufen war.
Am 28. August 1914 fand mit dem Seegefecht bei Helgoland das erste größere Gefecht in der Nordsee statt, an dem die Harwich Force beteiligt war. In Kooperation mit der 1st Battlecruiser Squadron unter David Beatty und der 1st Light Cruiser Squadron unter William Edmund Goodenough gelang die Versenkung dreier deutscher Leichter Kreuzer und von drei weiteren Schiffen. Das Flaggschiff Tyrwhitts, die Arethusa, wurde dabei schwer beschädigt.
Am 17. Oktober 1914 gelang dem Leichten Kreuzer Undaunted und vier Zerstörern im Seegefecht vor Texel die Versenkung von vier deutschen Torpedobooten bei nur geringen eigenen Schäden. Am 16. Dezember 1914 war die Harwich Force an der Abwehr des deutschen Raids auf Scarborough, Hartlepool und Whitby beteiligt. Im September 1914 waren die Flugzeugmutterschiffe Engadine, Riviera und Empress der Harwich Force unterstellt worden. Diese führten am 25. Dezember mit Deckung durch die Zerstörer der Harwich Force einen Luftangriff auf Cuxhaven durch (→ Weihnachtsangriff).
Am 24. Januar 1915 war die Harwich Force am Gefecht auf der Doggerbank beteiligt, bei dem – wiederum in Kooperation mit Beattys Schlachtkreuzern und Goodenoughs Leichten Kreuzern – die Versenkung des deutschen Großen Kreuzers Blücher gelang. Am 1. Mai 1915 wurden von vier Zerstörern der Harwich Force die zwei kleinen deutschen Torpedoboote A 2 und A 6 unter dem Kommando von Kapitänleutnant Hermann Schoemann vor der niederländischen Küste versenkt.
Im Februar 1916 verlor die Harwich Force ihr Flaggschiff HMS Arethusa nach einem Minentreffer in der Ansteuerung von Harwich.
Am 24. und 25. April 1916 war die Harwich Force zur Abwehr des deutschen Angriffs auf Yarmouth und Lowestoft im Einsatz. Während der Skagerrakschlacht am 31. Mai und 1. Juni sollte sie im Hafen bleiben, lief aber auf Eigeninitiative Tyrwhitts aus, ohne Feindberührung zu haben. Am 18. August 1916 wurde gemeldet, dass die deutsche Hochseeflotte erneut ausgelaufen war und der Harwich Force der Einsatzbefehl erteilt. Ein zweites großes Gefecht der Schlachtflotten am 19. August wurde knapp vermieden.
Bei den Angriffen auf Zeebrugge und Ostende im April und Mai 1918 war die Harwich Force zur Deckung der von Konteradmiral Keyes geführten Angriffskräfte im Einsatz.
Nach dem Kriegsende 1918 wurde festgelegt, dass die deutsche U-Boot-Flotte in Harwich zu übergeben war. Die Harwich Force übernahm die Eskortierung bei der Überführung.